# Ida Caracciolo
Ida Caracciolo (* 24. November 1961 in Rom) ist eine italienische Juristin. Sie ist Richterin am Internationalen Seegerichtshof.

## Leben und Wirken
Caracciolo studierte Rechtswissenschaften an der Universität La Sapienza in Rom, wo sie 1985 ihren Abschluss machte. Anschließend absolvierte sie bis 1989 die Sommerkurse der Haager Akademie für Völkerrecht sowie 1990 die Sommerkurse für Postgraduierte in internationalem Seerecht am Inter University Centre of Post-graduate Studies in Dubrovnik. Ab 1992 arbeitete sie wissenschaftliche Mitarbeiterin an der rechtswissenschaftlichen Fakultät der Universität Tor Vergata, wobei sie ihre Forschungsarbeit auf das internationale Recht konzentrierte. Nebenbei war sie als Rechtsberaterin für das italienische Außenministerium tätig und war Mitglied diverser italienischer Delegationen in bilateralen Verhandlungen. Diese Verhandlungen hatten insbesondere maritime Themen zum Gegenstand, so etwa die Grenzberichtigung im Kontinentalschelf zwischen Italien und Malta oder die Regulierung der Schifffahrt in der Straße von Sizilien. Daneben wurde sie als eine der italienischen Abgesandten zu verschiedenen Organisationen und Einrichtungen wie etwa dem CAHDI eingesetzt. 2001 wechselte Caracciolo als beigeordnete Professorin für Internationales Recht an die Universität Neapel II. Zudem beriet sie die italienische Regierung in Verfahren vor dem Internationalen Gerichtshof, dem Europäischen Gerichtshof für Menschenrechte und dem Internationalen Seegerichtshof. Hervorzuheben ist hierbei insbesondere ihre Tätigkeit bei der Verhandlung hinsichtlich des sogenannten Enrica-Lexie-Vorfalls.
2005 wurde Caracciolo ordentliche Professorin für Internationales Recht an der Università degli Studi della Campania Luigi Vanvitelli. Von 2016 bis 2018 war sie für ein Verfahren Ad-hoc-Richterin am Europäischen Gerichtshof für Menschenrechte. 2017 nahm sie neben ihrer weiter bestehenden ordentlichen Professur eine weitere Professur für fortgeschrittenes internationales Recht an der Universität Neapel II an. Im August 2020 wurde sie zur Richter am Internationalen Seegerichtshof gewählt und am 1. Oktober 2020 ernannt.
Als Wissenschaftlerin liegen ihre Forschungsschwerpunkte breitgefächert im Bereich des internationalen Rechts. So ist sie Verfasserin von Monographien unter anderem zu den rechtlichen Hintergründen von Nuklearwaffen, zur Verschmutzung der Ozeane, zur Flucht und Migration über das Mittelmeer in die EU oder zur internationalen Terrorismusbekämpfung auf See.